# Ismail Iwanowitsch Sresnewski

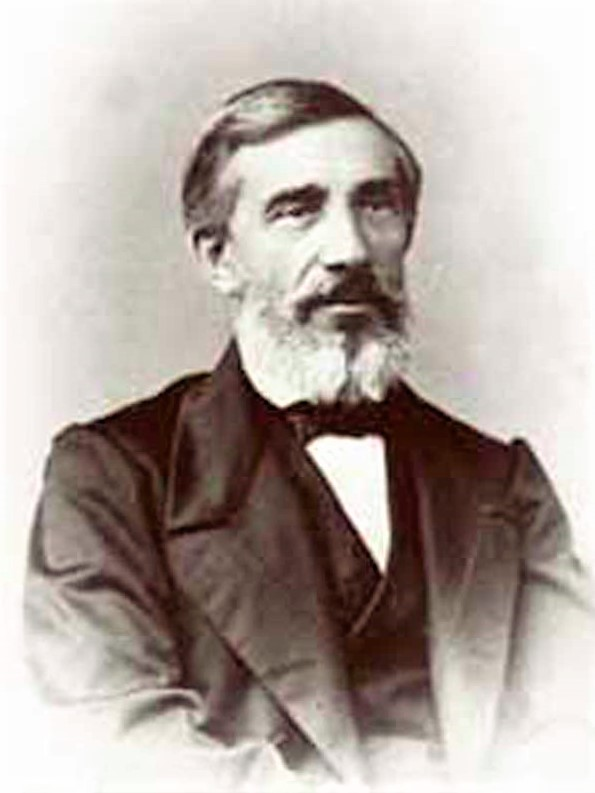
Ismail Sresnewski

Ismail Iwanowitsch Sresnewski (russisch Измаил Иванович Срезневский; * 1. Junijul. / 13. Juni 1812greg. in Jaroslawl, Russisches Kaiserreich; † 9. Februarjul. / 21. Februar 1880greg. in Sankt Petersburg, Russisches Kaiserreich) war ein russischer Philologe, Paläograph, Slawist und Ethnograph. Er war der Vater von Boris, Wjatscheslaw und Wsewolod Sresnewski (Всеволод Измаилович Срезневский; 1867–1936) sowie von Olga Ismailowna Sresnewskaja (1845–1930).

## Leben
Ismail Sresnewski kam in Jaroslawl zur Welt und verbrachte seine Jugend in Odessa, wo sein Vater Professor an der Neurussischen Universität war.
Er absolvierte 1829 ein Studium der Philologie an der Kaiserlichen Universität Charkow und begann an dieser im Anschluss an sein Studium seine Lehrtätigkeit. Als Professor für Volkswirtschaft und Statistik war er dort 1837 bis 1839 tätig. Von 1839 bis 1842 unternahm er mehrere Reisen, unter anderem nach Europa, wo er slawische Minderheiten aufsuchte, sowie durch verschiedene slawische Länder, um deren Sprache und Folklore zu studieren. In Berlin begegnete er im Dezember 1839 dem Schriftsteller Karl August Varnhagen von Ense. Nach seiner Rückkehr 1842 erhielt er an der Charkiwer Universität eine Professur für Slawistik, die er bis 1846 ausübte.
1847 zog er nach Sankt Petersburg und war dort an der Universität bis 1880 als Professor und Anfang der 1860er Jahre als Rektor tätig. Unter anderem gehörten Anton Budilowitsch und Wladimir Lamanski zu seinen Schülern. Sresnewski hatte eine führende Rolle in der ukrainischen „Charkiwer romantischen Schule“ und war der Gründer der Petersburger slawischen Schule. Sresnewski verfasste eine Vielzahl an Werken zur südslawischen Literaturgeschichte, der Geschichte der ukrainischen und russischen Sprache, Mythologie, Geschichte und Paläographie. Er entwickelte erstmals die theoretischen Grundlagen zur slawisch-russischen Paläographie. Sein Hauptwerk waren seine posthum veröffentlichten Materialien für das Wörterbuch der altrussischen Sprache auf der Grundlage schriftlicher Aufzeichnungen. Seit 1854 war er ordentliches Mitglied der Russischen Akademie der Wissenschaften.